# Luci Juli Libó

Senatus Populusque Romanus

Luci Juli Libó (en llatí Lucius Julius Libo) va ser un magistrat romà del segle iii aC. Formava part de la gens Júlia, una antiga gens romana d'origen patrici.
Va ser elegit cònsol de Roma l'any 267 aC juntament amb Marc Atili Règul. Els dos cònsols van fer la guerra als sal·lentins de la Pulla als que van derrotar. Després de la victòria van obtenir els honors del triomf, segons els Fasti.